# Massacre d'Accomarca
Le massacre d'Accomarca a eu lieu le 14 août 1985, dans le village paysan d'Accomarca, aujourd'hui un quartier d'Ayacucho. L'armée péruvienne y a massacré des hommes, des femmes et des enfants désarmés. Le nombre officiel de villageois tués est de 69,, mais selon les sources, il varie entre 47[Pas dans la source] et 74 morts. Ce massacre est devenu connu à l'échelle nationale comme l'un des exemples les plus tristement célèbres de violations des droits de l'homme par l'État péruvien au cours du conflit armé péruvien (1980-2000).
Selon le centre pour la justice et la responsabilité (Center for Justice and Accountability (en)), le massacre s'est déroulé selon le témoignage suivant : 
« En août 1985, le chef du commandement politico-militaire de la « zone d'urgence » a ordonné à l'un de ses officiers d'élaborer un plan opérationnel pour « capturer et/ou détruire des éléments terroristes » dans la zone d'Accomarca connue sous le nom de Quebrada de Huancayoc. Une réunion a été convoquée pour discuter du plan auquel ont participé le sous-lieutenant Telmo Hurtado-Hurtado, le lieutenant Rivera Rondón et le commandant de la compagnie Lince, le major José Daniel Williams Zapata.
Lors de la réunion, les plans de l'opération ont été présentés. Deux unités de Lince Company seront déployées. Williams Zapata a choisi l'unité de patrouille Lince 6, commandée par Rivera Rondón, et l'unité Lince 7, commandée par Hurtado, pour mener à bien l'opération. Les participants de l'opération ont été informés que tout villageois dans la zone de la Quebrada de Huancayoc doivent être considéré comme des terroristes communistes.
Le 14 août 1985, Lince 6 et Lince 7 entrent dans la Quebrada de Huancayoc. Pendant que les troupes de Rivera Rondón bloquaient une voie d'évacuation à proximité, Hurtado et ses soldats allaient de maison en maison pour expulser de force les villageois de leurs logements.

Les villageois ont été battus avec des crosses d'armes et des coups de talons. Les villageois ont été alignés en file indienne et parqués dans des maisons, où Hurtado et ses soldats ont tiré à plusieurs reprises sur des familles, puis les ont brûlés vifs au milieu des cris désespérés appelant à la pitié. Ces actes ont été personnellement vus et entendus par deux fillettes de 12 ans, Teofila Ochoa Lizarbe et Cirila Pulido Baldeón. Au total, environ 69 civils non armés ont été tués par l'armée pendant l'opération. »

## Enquête
Telmo Hurtado-Hurtado et Juan Rivera Rondón ont commandé les unités de patrouille qui ont commis le massacre. En 1992, l'officier de l'armée péruvienne Telmo Hurtado-Hurtado a été condamné par la justice militaire pour avoir abusé de son autorité et fait de fausses déclarations en rapport avec son implication dans le massacre,.  Cependant, Hurtado a été amnistié par le gouvernement péruvien et n'a jamais été reconnu coupable du massacre.
Lorsque l'amnistie a été abrogée en 2002, il s'est enfui aux États-Unis. Alors qu'il était en garde à vue pour une infraction sur l'immigration, deux survivantes ont intenté une action en justice contre lui pour son rôle dans le massacre. Leur procès accusait l'armée péruvienne, qui recherchait des membres du groupe rebelle du Sentier lumineux, d'avoir commis des exécutions extrajudiciaires, des actes de torture, des crimes de guerre et des crimes contre l'humanité. En 2008, un juge de Miami a statué que Hurtado était responsable du massacre et lui a ordonné de verser 37 millions de dollars aux victimes.
En 2011, il est extradé vers le Pérou. Dans la procédure judiciaire péruvienne, il admet sa responsabilité dans la mort de 31 paysans et livre des noms, permettant la condamnation de dix anciens militaires à des peines allant de 10 à 25 ans de prison. Telmo Hurtado-Hurtado est condamné à 24 ans de prison et Juan Rivera Rondón à 23 ans.